# Проценко Аркадій Дмитрович
Проценко Аркадій Дмитрович (6 лютого, 1931, смт  Ялта — 7 лютого 2017, Маріуполь) — письменник, краєзнавець. Член Національної спілки краєзнавців України, Член Національної спілки журналістів України, почесний громадянин міста Маріуполь.

## Життєпис
Народився в селі Ялта під Маріуполем. Батько, Проценко Дмитро, православний священник, був розстріляний у 1937.
В період 1937—1941 та у повоєнний період навчався в школі № 18. З 1945 р. працював слюсарем на репродукторному заводі. Навчання продовжив в фабрично-заводському училищі № 6, має фах модельника деревини. Працював у ливарному цеху заводу «Азовсталь». У період 1950—1955 рр. відбув військову службу у Тихоокеанському флоті, мав військове звання старшини 1-ї статті.
З 1958 року — член КПРС.
Має вищу юридичну освіту. В 1961—1964 рр. заочно навчався у Харківському юридичному інституті, по закінченні котрого один рік працював слідчим у прокуратурі. З 1961 року призначений на посаду директора Палацу культури заводу «Азовсталь». ПК «Азовсталь» посів перше місце в змаганні культурних закладів і отримав перехідний Червоний Прапор ВЦСПС за розвиток художньої творчості (1967 р.). Того ж року (1967 р.) А. Проценко отримав посаду завідувача відділу культури Маріупольського міськвиконкому. У період 1968⁣ — ⁣1970 років – директор обласного російського драматичного театра в місті Маріуполь. З 1970 року знову посів посаду директора Палацу культури комбінату «Азовсталь».
Почесне місце в культурному житті міст посіла Літературна вітальня Плацу культури «Азовсталь». Близько 75 років працював при палаці та народний театр, відомий і за кордонами міста.
7 лютого 2017 помер у Маріуполі

## Колекціонер
Аркадій Дмитрович роки життя присвятив створенню колекцій. Має непогану бібліотеку. Має помітку колекцію автографів відомих акторів і радянських діячів культури у місто. У нього також непогана колекція книжкових знаків (екслібрисів) доби СРСР. Аркадій Проценко автор книги «Пушкин в Приазовье», адже Маріуполь — єдине місто Донбасу, котре відвідав російський поет.

## Організатор виставок
Працюючи директором Палацу культури «Азовсталь» сприяв організації в місті низки резонансних мистецьких виставок, серед котрих і «Виставка екслібрисів»

## Друковані твори (російською)
- 300 історичних начерків.
- «Записки мариупольского краеведа»
- «Пушкин в Приазовье»
- «Архип Куинджи»
- «Мариупольский год Серафимовича»
- «Годы, спектакли, трагедия»
- «Народный драматический театр «Азовстали»
- «В диалоге со временем»
- «Улицами старого Мариуполя»
- «Азовстальские истории»
- «Николай Щербина: афинянин петербургской стороны»
- «Из жизни Кобзаря»
- «Феоктист Хартахай: народный просветитель»
- «Давид Хараджаев: благотворитель и общественный деятель»[3].